# Shirako
Shirako (白子町 Shirako-machi?) es un pueblo en la prefectura de Chiba, Japón, localizado en la parte centro-este de la isla de Honshū, en la región de Kantō. El 1 de marzo de 2021 tenía una población estimada de 10 280 habitantes y una densidad de población de 374 personas por km².

## Geografía
Shirako se encuentra en la parte centro-este de la prefectura de Chiba, en la costa este de la península de Bōsō en el océano Pacífico, que abarca la popular playa de Kujūkuri. El área tiene un clima marítimo cálido con veranos calurosos e inviernos suaves.

## Historia
El área del actual Shirako tenía numerosas aldeas de pescadores durante el período Edo. Fue incorporado en el distrito de Chōsei después de las reformas catastrales período Meiji. El pueblo moderno de Shirako fue creado el 11 de febrero de 1955 de la fusión de Shirakata con las villas de Seki y Nabaki. El nombre “Shirako” fue adoptado de un santuario sintoísta local llamado Shirako jinja, que afirma haber sido fundado en el período Heian.

## Demografía
Según los datos del censo japonés, la población de Shirako se ha mantenido estable en los últimos 50 años.
| Gráfica de evolución demográfica de Shirako entre 1940 y 2015 |
|                                                               |
| Oficina de Estadísticas de Japón                              |